# AVC-Ultra
AVC-Ultra ist eine von Panasonic entwickelte Formatfamilie für verlustbehaftete Videokomprimierung. AVC-Ultra ist kompatibel zum Standard H.264/MPEG-4 AVC und unterstützt Auflösungen bis 4K, Farbtiefen bis 12bit (4:4:4) und Datenraten bis 800 Mbit/s.
Als Aufzeichnungsmedium verwendet Panasonic P2-Speicherkarten und legt die Daten im Containerformat MXF oder mov ab. Neben Panasonic selbst unterstützen auch andere Software- und Hardware-Hersteller dieses Format, wie z. B. Adobe, Avid oder matrox.

## Geschichte
Panasonic führte im Jahr 2007 die Formatfamilie AVC-Intra ein, welche Auflösungen bis Full HD und Datenraten bis 100 Mbps erlaubte. Alle Varianten von AVC-Intra basierten auf der Intra-Frame-Kodierung des H.264/MPEG-4 AVC Standards.
Im Jahre 2013 wurde die bisher eigenständige Formatfamilie AVC-Intra in die neue Formatfamilie AVC-Ultra integriert. AVC-Ultra unterstützt sowohl Intra-Frame-Kodierung (unter dem Namen AVC-Intra) als auch Inter-Frame-Kodierung (unter den Namen AVC-LongG und AVC-Proxy). Seit der Einführung von AVC-Ultra wurden weitere Intra-Frame-Kodierer hinzugefügt, die auch weiterhin als AVC-Intra bezeichnet werden.

## Formate
| Name      | Klasse  | Farbabtastung | Farbtiefe | I-Only | Container | max. Größe | max. Datenrate |
| --------- | ------- | ------------- | --------- | ------ | --------- | ---------- | -------------- |
| AVC-Intra | 4K4:4:4 | 4:4:4         | 12bit     | Intra  | MXF       | 4096p      | 800 Mbps       |
| AVC-Intra | 4K4:2:2 | 4:2:2         | 10bit     | Intra  | MXF       | 4096p      | 400 Mbps       |
| AVC-Intra | 2K4:4:4 | 4:4:4         | 12bit     | Intra  | MXF       | 2048p      | 440 Mbps       |
| AVC-Intra | 2K4:2:2 | 4:2:2         | 10bit     | Intra  | MXF       | 2048p      | 220 Mbps       |
| AVC-Intra | 4:4:4   | 4:4:4         | 12bit     | Intra  | MXF       | 1080p      | 440 Mbps       |
| AVC-Intra | 200     | 4:2:2         | 10bit     | Intra  | MXF       | 1080p      | 200 Mbps       |
| AVC-Intra | 100     | 4:2:2         | 10bit     | Intra  | MXF       | 1080p      | 112 Mbps       |
| AVC-Intra | 50      | 4:2:0         | 10bit     | Intra  | MXF       | 1080i      | 54 Mbps        |
| AVC-LongG | G50     | 4:2:2         | 10bit     | GOP    | MXF       | 1080i      | 50 Mbps        |
| AVC-LongG | G25     | 4:2:2         | 10bit     | GOP    | MXF       | 1080p      | 50 Mbps        |
| AVC-LongG | G12     | 4:2:0         | 8bit      | GOP    | MXF/mov   | 1080p      | 24 Mbps        |
| AVC-LongG | G6      | 4:2:0         | 8bit      | GOP    | MXF/mov   | 1080p      | 12 Mbps        |
| AVC-Proxy | G6      | 4:2:0         | 8bit      | GOP    | mov       | 1080p      | 6 Mbps         |
| AVC-Proxy | SHQ     | 4:2:0         | 8bit      | GOP    | mov       | 1080p      | 3,5 Mbps       |
| AVC-Proxy | HQ      | 4:2:0         | 8bit      | GOP    | mov       | 1080p      | 1,5 Mbps       |
| AVC-Proxy | LOW     | 4:2:0         | 8bit      | GOP    | mov       | 1080p      | 800 kbps       |